# 甲狀腺風暴
甲狀腺風暴（thyroid storm）又稱甲状腺危象（thyroid crisis）、甲狀腺毒性危機 （thyrotoxic crisis），是甲狀腺機能亢進的一種罕見且嚴重並潛在的危及生命的併發症（甲狀腺過度活躍 ）。其特徵是發高燒（通常高於40°C / 104°F），心跳快速且經常不規律、血壓升高（常見高收縮壓卻低舒張壓）、嘔吐、腹瀉，以及激越（运动性不安的焦虑）、激動（易受刺激、易怒）。
在已知甲狀腺功能亢進症的患者中，不治療或治療無效，或是未經治療的輕度甲狀腺機能亢進患者併發其他疾病（如感染），可能發生心臟衰竭、心肌梗塞，此時再治療也可能死亡。

## 診斷
甲亢的嚴重程度，甲狀腺毒症和甲狀腺風暴，可以用1993年首次引入的Burch-Wartofsky得分表進行評估。得分源自各種臨床參數（如體溫、激動的嚴重度）；25分以下顯示不包括在甲狀腺風暴，25-45分顯示甲狀腺風暴即將來臨，而45分以上顯示正處於甲狀腺風暴當中。

## 治療
甲狀腺風暴需要即時治療及住院。通常，入院時需要入住重症加護病房。無機碘（理想的是使用碘化鉀而不是盧戈氏碘液）和抗甲狀腺藥物（丙硫氧嘧啶和甲巰咪唑）用於減少甲狀腺激素從腺體釋放，和β受體阻斷藥（如普萘洛爾）以減少甲狀腺激素循環於末端器官的影響。皮質類固醇，如地塞米松，是用於防止T4外圍轉換到T3。在發高熱時，撲熱息痛/乙醯氨酚是用於控制體溫，頻繁的更換液體（靜脈輸液/口服）、機械通氣和使用皮質類固醇。任何懷疑潛在原因也需解決。